# Johann Georg Holtzhey
Johann Georg Holtzhey (Amszterdam, 1729 – Amszterdam, 1808. február 15.) holland éremművész, éremgyűjtő.

## Életútja
Apja, Martin Holtzhey a gelderlandi és middelburgi pénzverdék igazgatója volt. Amikor apját kinevezték munmeesternek (a királyi pénzverde vezetője) 1749-ben, Johann Georg apja örökébe lépve átvette annak amszterdami műhelyét. Később az utrechti pénzverde igazgatója lett. Tanítványai voltak David van der Kellen és Hendrik Lageman éremművészek.
Különböző holland tiszteletbeli társaságok számára tervezett látványos érméket, amelyekkel megalapozta hírnevét. Ugyanezen társaságok által szervezett pályázatok nyerteseinek is készített érmeket és kérésre a nyertesek neveit is belegravírozta alkotásaiba. A Teylers Stichting 1778-ban kérte fel egy pályázati érem elkészítésére. Ezt a modellt napjainkban is használják. Az érmék elkészítéséért ezer guldent kért. Ennek oka az érmék nagy mérete volt, hiszen a frissen alapított társaság ezáltal is megpróbálta kihangsúlyozni nagyratörő terveit. Egy átvételi elismervényből ismert, hogy Holtzhey nagy figyelemmel és óvatossággal küldte ki megrendelőinek a kész érméket, biztonságosan gyapjúszövetbe csavarta őket. Holtzhey halála után az alapítvány megvásárolta pénzverőgépeit örököseitől száz guldenért.
1782-ben Holtzhey két érmét tervezett John Adamsnak, a tizenhárom észak-amerikai gyarmat 1782. április 19-én kikiálltott függetlenségének megünneplésére valamint egyet a Hollandiával 1782. október 8-án megkötött kereskedelmi szerződés aláírásának megünneplésére. Az egyik érmét a haarlemi Teylers Múzeumban őrzik.